# Pál Gömöry
Pál Gömöry (* 23. April 1936 in Budapest; † 7. Mai 2021 ebenda) war ein ungarischer Regattasegler.
Pál Gömöry belegte bei den Olympischen Spielen 1968 in Mexiko-Stadt in der Finn Dinghy-Regatta den 21. Platz. Er wurde zehnfacher ungarischer Meister.
Beruflich war Gömöry als Chemiker und Assistenzprofessor an der Eötvös-Loránd-Universität tätig.